# Операция Малък Сатурн
Операция „Малък Сатурн“ е кодовото название на Среднодонската настъпателна операция, проведена със силите на Югозападния и Воронежкия фронт в периода 16 – 30 декември 1942 г., в хода на контранастъплението на Червената армия при Сталинград.

## Предистория
След провала на операция „Барбароса“ и разгрома при Москва., Хитлер решава да нанесе през лятото на 1942 г. главният си удар на южното крило на съветско-германския фронт в посока към Сталинград, Кавказ и петролните залежи край Каспийско море.
Хитлеристките войски са разделени в две групи. 6-а германска армия (командир Фридрих фон Паулус) и 4-та танкова армия (командващ Херман Хот) преодоляват съветската отбрана при големия завой на Дон и се устремяват към Сталинград. В същото време 1-ва танкова армия на Евалд фон Клайст и 17-а армия се насочват към Кавказ.
В периода от август до началото на ноември германците овладяват 90% от Сталинград, разсичат съветската отбрана на два сектора и ги притискат към Волга, но не успяват да прекършат съпротивата на Червеноармейците. Въпреки масираните бомбардировки на Луфтвафе, постоянния артилерийски обстрел и липсата на подкрепления, защитниците на града се бият с неотслабваща решителност. Германците хвърлят нови и нови сили при Волга и опасно оголват фланговете си. На 19 ноември 1942, след старателна подготовка, съветските войски преминават в контранастъпление (операция Уран), завършило с обкръжаването на главните германски сили (6-а армия и части от 4-та танкова армия). Планирана е операция Сатурн, с цел разгром на италианските, унгарските и хитлеристките войски по средното течение на Дон и по река Чир и удар в посока Ростов на Дон, с което да се отхвърли външният фронт на германските войски далеч от котела при Сталинград. Евентуалното овладяване на Ростов би отрязало целия южен фланг на Вермахта при Кавказ и Сталинград. Проточилите се боеве при Сталинград и опитът на германците за деблокиране на обкръжените си войски обаче карат съветското командване да отложи амбициозните си планове и да премине към по-ограничена операция „Малък Сатурн“.
На 25 ноември Червената армия започва голяма офанзива и срещу група армии Център при Ржев. Операция „Марс“ принуждава германското командване да насочи голяма част от резервите си към Ржев, вместо към Сталинград.

## Ход на битката
На 12 декември, след като привлича подкрепления от други участъци, Манщайн дава началото на операция Зимна буря (Unternehmen Wintergewitter) от района на Котелниково за деблокиране на немските войски при Сталинград. За една седмица упорити боеве немците преодоляват половината от разстоянието до града, но са спрени на 40 км от Сталинград.
Проблемите със снабдяването, затягането на боевете в Сталинград и опитът за пробив на Манщайн карат съветското командване да се откаже от първоначалния си замисъл за отрязване на пътя за отстъпление на немските войски от Кавказ чрез настъпление към Азовско море (операция „Сатурн“). На 13 декември, ден след като Манщайн настъпва към Сталинград, Ставката нарежда изпълнение на плана във видоизменен вариант („Малък Сатурн“). Войските от Югозападния фронт са натоварени със задачата да разгромят италианските и германските войски по средното течение на Дон и на река Чир, след което да заходят на югоизток във фланг на Манщайн.
Новото съветско настъпление започва на 16 декември. 1-ва и 3-та гвардейски армии на съветските войски, създали подавляващо превъзходство над противника в личен състав, танкове и артилерия по средното течение на Дон, нанасят удар в южно направление. След тридневни боеве 6-а и 1-ва гвардейска армии разгромяват италианската 8-а армия край Дон, а 3-та гвардейска си пробива път през Чир срещу немски и румънски части от оперативна група „Холит“. На 19 декември в бой са въведени мобилните съветски формации (17-и, 18-и, 24-ти и 25-и танкови корпуси). Те се насочват на юг, за да пресекат германските снабдителни линии при Кантемировка, Милерово, Тацинская и Морозовск. Развивайки успеха, съветските войски към края на 21 декември прехващат всички пътища за отход на основните сили на 8-а италианска армия, обкръжават ги и в рамките на 3 дни напълно ги разгромяват. 8-а италианска армия, имаща през есента на 1942 около 250 000 войници, губи половината си личен състав. Съветските танкове вече стават реална заплаха за тила на войските на Манщайн и Хот.
Тук се отличава 24-ти танков корпус на генерал-майор Баданов, който, извършвайки 150-километров поход, в ранното утро на 23 декември атакува главното немско летище за снабдяване на Сталинград при станция Тацинская. Танковете стрелят от упор по стоящите на излетната полоса самолети, докато немските пилоти се опитват бързо да се издигнат във въздуха, но на малка част от самолетите се удава да се спасят. 24-ти танков корпус, отрязан от своите основни сили, в продължение на 5 дни води бой в обкръжение, докато не е взето решение за изтеглянето му.
Операция Малък Сатурн продължава до 31 декември, но още към 20 декември тя вече е изпълнила главното си предназначение. Заплахата за левия фланг на германската група армии „Дон“ и възможността за пробив на съветските войски към Ростов на Дон, заставят фелдмаршал Манщайн да се откаже от плановете си за деблокиране на Сталинград. На 23 декември той дава разпореждане на армейската група на Хот да се оттегли на предишните рубежи, което обрича на неизбежна гибел обкръжените при Сталинград хитлеристки войски. Командващият 6-а армия Фридрих Паулус записва в дневника си: „И за последния войник става очевидно, че Сталинградската битка е загубена“.

## Последици
За девет дни Червената армия напредва около 180 км на юг към Ростов и създава реална заплаха за германските войски, сражаващи се в Кавказ и по долното течение на Дон. Манщайн е принуден да реагира бързо. Той прекратява деблокиращия удар към Сталинград и чрез прегрупиране на силите си успява да стабилизира левия фланг на група армии „Дон“. В боеве до края на месеца германците удържат базата си в Милерово. Въпреки че съветското настъпление е спряно, на 28 декември Хитлер нарежда на група армии „А“ да се изтегли от Кавказ, а група армии „Дон“ да отстъпи на 250 км от Сталинград.
Още докато трае битката при Сталинград, в средата на януари 1943 г. Червената армия повежда ново голямо настъпление срещу германците и техните съюзници между реките Дон и Северский Донец (Острогожко-Росошанска операция и Воронежко-Касторненска операция, спряно от Манщайн при Харков през март (виж Битка при Харков). Междувременно германските войски се оттеглят от Кавказ, но задържат Новоросийск и Таманския полуостров. Така девет месеца след началото на немското настъпление към Волга и Кавказ е възстановена приблизително линията на фронта от предното лято Съветските войски не успяват да отрежат пътя за отстъпление на група армии „А“ от Кавказ до голяма степен заради продължителната съпротива на Паулус в Сталинград.
Германците обаче отстъпват за малко повече от три месеца почти цялата територия, която са завладели от 7 май до 18 ноември 1942 на южния участък на Източния фронт. Изцяло са освободени Кавказ, Сталинград, Воронеж, Ростов на Дон, Ворошиловград, Белгород, Курск и др. На север са освободени Демянск и Ржев, пробита е блокадата на Ленинград (построена е жп линията „Път на победата“), германците изоставят плацдарма при Ржев, с което окончателно е премахната заплахата от ново настъпление на Вермахта към Москва.
След контраудара на немците при Харков през март фронтът се стабилизира и двете воюващи страни започват подготовка за голямата битка при Курск през лятото на 1943-та.